# No Surrender 2006
No Surrender 2006 è stata la seconda edizione del pay-per-view prodotto dalla Total Nonstop Action Wrestling (TNA). L'evento ha avuto luogo il 24 luglio 2006 presso l'Impact Zone di Orlando in Florida.

## Risultati
| # | Match | Stipulazioni | Durata           |
| - | --- | --- | ---------------- |
| 1 | Bobby Roode ha sconfitto Vaughn Doring | Single match | 04:28 Dark match |
| 2 | Eric Young ha sconfitto A-1 | Single match | 06:14            |
| 3 | Jay Lethal ha sconfitto Petey Williams | Single match | 07:25            |
| 4 | Abyss (con James Mitchell) ha sconfitto Raven e Brother Runt | Three-way No disqualification match                                                                                    | 11:24            |
| 5 | The Naturals (Andy Douglas e Chase Stevens) (con Shane Douglas) sconfiggono The James Gang (B.G. James e Kip James), America's Most Wanted (Chris Harris e James Storm) (con Gail Kim), The Paparazzis (Alex Shelley e Johnny Devine), The Diamonds in the Rough (David Young ed Elix Skipper) (with Simon Diamond), Maverick Matt e Kazarian, Ron Killings e Lance Hoyt, Shark Boy e Norman Smile | Triple Chance tag team battle royal match per diventare Number One Contender al titolo NWA World Tag Team Championship | 14:05            |
| 6 | Senshi (c) ha sconfitto Chris Sabin | Single match per il titolo TNA X Division Championship                                                                 | 16:57            |
| 7 | Christian Cage ha sconfitto Rhino | Single match | 16:26            |
| 8 | A.J. Styles e Christopher Daniels hanno sconfitto The Latin American Exchange (Hernandez e Homicide con Konnan) (c) | Ultimate X match per il titolo NWA World Tag Team Championship                                                         | 15:29            |
| 9 | Samoa Joe ha sconfitto Jeff Jarrett | "Fan's Revenge" Lumberjack match                                                                                       | 11:03            |
|   | (c) = campione in carica al momento dell'inizio del match. | |                  |